# Wahlergebnisse in Recke

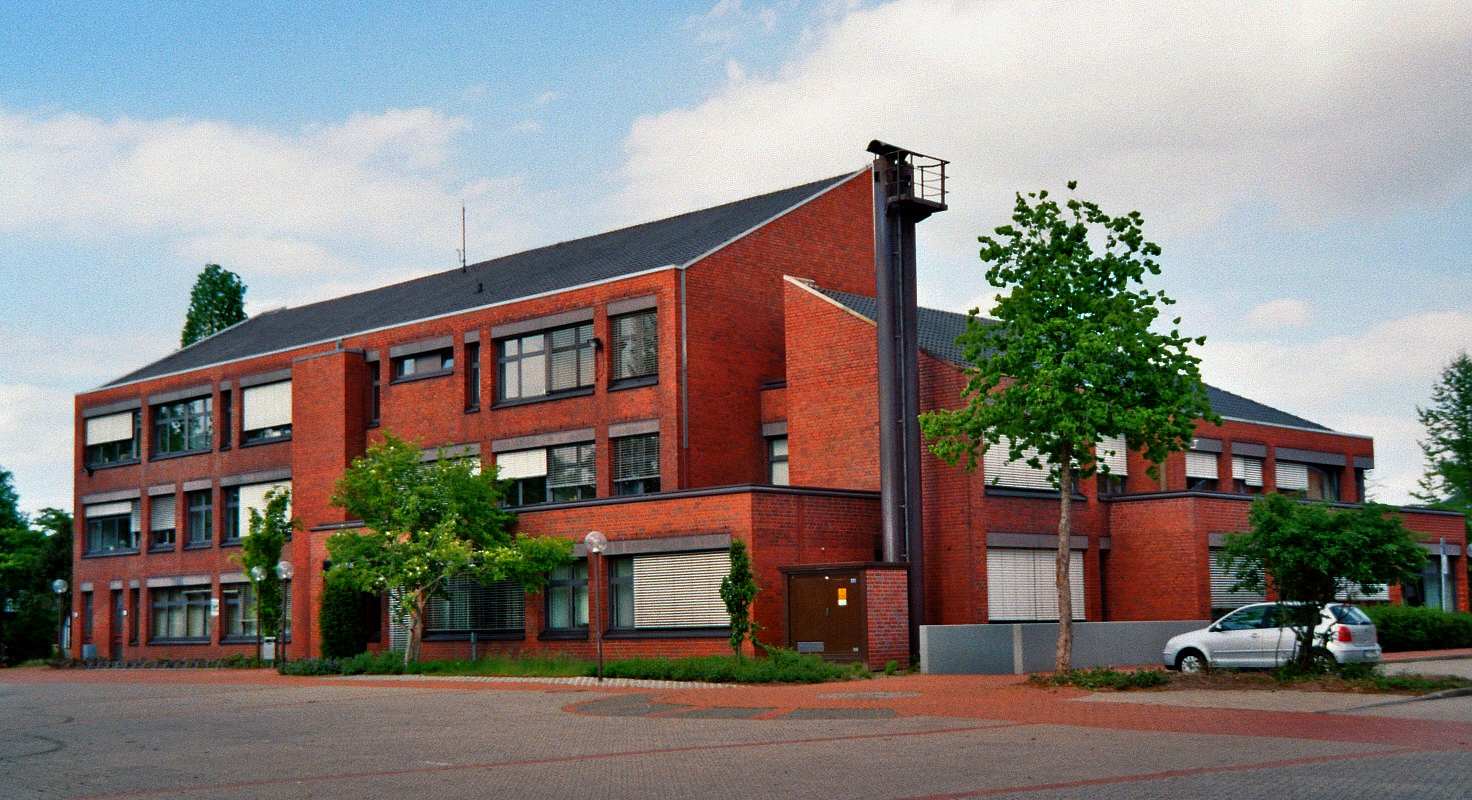
Rathaus der Gemeinde Recke

In diesem Artikel befindet sich eine Auflistung der in der Gemeinde Recke durchgeführten Wahlen und Bürgerentscheide.

## Ergebnisse der Kommunalwahlen in der Gemeinde Recke

### 2025
Die Kommunalwahl 2025 findet am 14. September 2025 statt

### 2020

#### Gemeinderat
- CDU: 49,2 % (12 Sitze)
- SPD: 18,1 % (5 Sitze)
- Kommunalbündnis Recke (KBR): 30,5 % (8 Sitze)
- FDP: 2,2 % (1 Sitz)
- Wahlbeteiligung: 65,1 %

Bürgermeister: Seit 2020 Peter Vos (KBR, SPD)

### 2015

#### Bürgermeisterwahl
Bei der Kommunalwahl 2015 wurde in Recke die Wahl des Bürgermeisters durchgeführt. Hintergrund war das Gesetz zur Stärkung der kommunalen Demokratie, welches unter dem Kabinett Rüttgers verabschiedet wurde. Dieses sah eine Entkoppelung der Wahltermine zum Gemeinderat und des Bürgermeisters vor. Der Wahltermin war der 13. September 2015.
Es wurde nur der amtierende Bürgermeister Eckhard Kellermeier (CDU) aufgestellt.
|                     | Partei | Stimmen JA | Stimmen Nein |
| ------------------- | ------ | ---------- | ------------ |
| Eckhard Kellermeier | CDU    | 3.185      | 769          |
| Anteil              |        | 80,6 %     | 19,4 %       |

Insgesamt wurden 4.002 Stimmen bei einer Wahlbeteiligung von 42,7,4 % abgegeben.

### 2014

#### Gemeinderat
- SPD: 5
- KBR: 8
- CDU: 12
- FDP: 1

Bei der Kommunalwahl in Nordrhein-Westfalen am 25. Mai 2014 wurde der Gemeinderat von Recke neu gewählt.
Die CDU wurde stärkste Fraktion im Gemeinderat verpasste aber die absolute Mehrheit knapp. Erstmals trat die FDP in Recke zu einer Gemeinderatswahl an. Die Wahl des Bürgermeisters wurde mit der Wahl des Landrates am 13. September 2015 durchgeführt. Recke machte so nicht Gebrauch vom Gesetz zur Stärkung der kommunalen Demokratie, welches die Vorziehung der Wahlen auf die Wahl des Gemeinderates möglich machte.
| Partei                      | Sitze | Stimmen        |
| --------------------------- | ----- | -------------- |
| CDU                         | 12    | 2.918 (49,2 %) |
| SPD                         | 5     | 1.075 (18,1 %) |
| Kommunalbündnis Recke (KBR) | 8     | 1.809 (30,5 %) |
| FDP                         | 1     | 133 (2,2 %)    |

| Parteien und Wählergemeinschaften | Parteien und Wählergemeinschaften           | Prozent 2014 | Sitze 2014 | Prozent 2009 | Sitze 2009 |
| --------------------------------- | ------------------------------------------- | ------------ | ---------- | ------------ | ---------- |
| CDU                               | Christlich Demokratische Union Deutschlands | 49,2         | 12         | 47,4         | 13         |
| SPD                               | Sozialdemokratische Partei Deutschlands     | 18,1         | 5          | 18,4         | 5          |
| KBR                               | Kommunalbündnis Recke                       | 30,5         | 8          | 33,9         | 10         |
| FDP                               | Freie Demokratische Partei                  | 2,2          | 1          | -            | -          |

Nach der Kommunalwahl am 25. Mai 2014 ergab sich folgende Sitzverteilung:
| Rat der Gemeinde Recke | Rat der Gemeinde Recke | Rat der Gemeinde Recke | Rat der Gemeinde Recke | Rat der Gemeinde Recke | Rat der Gemeinde Recke |
| ---------------------- | ---------------------- | ---------------------- | ---------------------- | ---------------------- | ---------------------- |
| Fraktion               | CDU                    | SPD                    | KBR                    | FDP                    | Gesamt                 |
| Sitze                  | 12                     | 5                      | 8                      | 1                      | 26                     |

### 2009
Bei den Kommunalwahlen in Nordrhein-Westfalen 2009, die am 30. August 2009 stattfand, wurden der Gemeinderat sowie der Bürgermeister neu gewählt.

#### Bürgermeister
Der amtierende Bürgermeister Josef Plumpe (CDU) trat bei der Bürgermeisterwahl 2009 aus Altersgründen nicht mehr an. Als Kandidaten stellten sich Eckhard Kellermeier (CDU), Peter Leistner (SPD) und Antonius Boß (parteilos).
Mit 68,2 % wurde der Eckhard Kellermeier zum neuen Bürgermeister gewählt. Da bei der Wahl zum Bürgermeister 2009 keine Stichwahl vorgesehen war, hätte eine einfache Mehrheit zur Wahl gereicht.
| Kandidat            | Partei    | Stimmen | Anteil in % |
| ------------------- | --------- | ------- | ----------- |
| Eckhard Kellermeier | CDU       | 4.159   | 68,2        |
| Peter Leistner      | SPD       | 1.572   | 25,8        |
| Antonius Boß        | parteilos | 363     | 6,0         |

#### Gemeinderat
Bei der Kommunalwahl in Nordrhein-Westfalen am 30. August 2009 wurde der Gemeinderat von Recke neu gewählt. Die CDU wurde stärkste Fraktion im Gemeinderat verpasste aber die absolute Mehrheit knapp.
Erstmals trat das Kommunalbündnis Recke (KBR) in Recke zu einer Gemeinderatswahl an. Die Grünen verzichteten auf Kandidaten unter eigenem Namen und unterstützten das Kommunalbündnis Recke. Außerdem stellte sich Antonius Boß als Einzelkandidat auf.
| Partei                      | Sitze | Stimmen        |
| --------------------------- | ----- | -------------- |
| CDU                         | 13    | 2.875 (47,4 %) |
| SPD                         | 5     | 1.118 (18,4 %) |
| Kommunalbündnis Recke (KBR) | 10    | 2.053 (33,9 %) |
| Boß (Einzelwahlvorschlag)   | 0     | 18 (0,3 %)     |

- SPD: 5
- KBR: 10
- CDU: 13

| Parteien und Wählergemeinschaften | Parteien und Wählergemeinschaften           | Prozent 2009 | Sitze 2009 | Prozent 2004 | Sitze 2004 |
| --------------------------------- | ------------------------------------------- | ------------ | ---------- | ------------ | ---------- |
| CDU                               | Christlich Demokratische Union Deutschlands | 47,4         | 13         | 63,3         | 18         |
| SPD                               | Sozialdemokratische Partei Deutschlands     | 18,4         | 5          | 20,5         | 6          |
| KBR                               | Kommunalbündnis Recke                       | 33,9         | 10         | 0            | 0          |
| Grüne                             | Bündnis 90/Die Grünen                       | 0            | 0          | 16,2         | 4          |

Nach der Kommunalwahl am 30. August 2009 ergab sich folgende Sitzverteilung:
| Rat der Gemeinde Recke | Rat der Gemeinde Recke | Rat der Gemeinde Recke | Rat der Gemeinde Recke | Rat der Gemeinde Recke |
| ---------------------- | ---------------------- | ---------------------- | ---------------------- | ---------------------- |
| Fraktion               | CDU                    | SPD                    | KBR                    | Gesamt                 |
| Sitze                  | 13                     | 5                      | 10                     | 28                     |

## Kreistagswahlen

### Landratswahl 2015
Am 13. September 2015 wurde im Kreis Steinfurt ein neuer Landrat gewählt. Zur Wahl standen die Kandidaten Klaus Effing (CDU), Stefan Giebel (SPD) und Hermann Stübbe (Grüne). Der bisherige Amtsinhaber Thomas Kubendorff (CDU) trat nicht wieder an. In Recke lag die Wahlbeteiligung bei 42,7 %, es gaben hier 4.007 Personen ihre Stimme ab. Kreisweit betrug die Wahlbeteiligung 41,5 %.
| Kandidat       | Partei | Stimmen in Recke | Anteil in % (Recke) | Anteil in % (Kreis Steinfurt) |
| -------------- | ------ | ---------------- | ------------------- | ----------------------------- |
| Klaus Effing   | CDU    | 2.528            | 63,8                | 57,7                          |
| Stefan Giebel  | SPD    | 1.048            | 26,5                | 30,1                          |
| Hermann Stübbe | Grüne  | 386              | 9,7                 | 12,1                          |

## Europawahl

### 2019
Die Europawahl fand am 26. Mai 2019 statt. Wahlberechtigt waren 8.911 Personen. Die Wahlbeteiligung betrug 69,29 %. Wie auch Deutschlandweit haben auch in Recke die Grünen starke Zuwächse. Die SPD und CDU haben in Recke wie auch im Bundestrend starke Verluste gegenüber der Europawahl 2014 zu verzeichnen.
Die kleineren Parteien AfD, FDP und Linke haben nur leichte Zuwächse in der Gemeinde Recke erhalten.